# Toni Albà
Antoni Albà i Noya, més conegut com a Toni Albà, (Vilanova i la Geltrú, 13 d'agost de 1961) és un humorista, actor i director de cinema català. És un dels grans noms de l'humor a Catalunya i ha treballat indistintament a la televisió i al teatre. Format a l'École Jacques Lecoq, la seva tècnica com a mim li ha servit per especialitzar-se en la imitació de personatges públics, apropant-se a l'estil humorístic dels Monty Python. En destaquen els espectacles dels anys vuitanta, que van fer gira per molts països i que el consolidaren com un intèrpret de primer nivell. També va formar part de l'equip del programa radiofònic Minoria absoluta. És conegut per les seves imitacions als programes de televisió Polònia i Crackòvia.

## Biografia

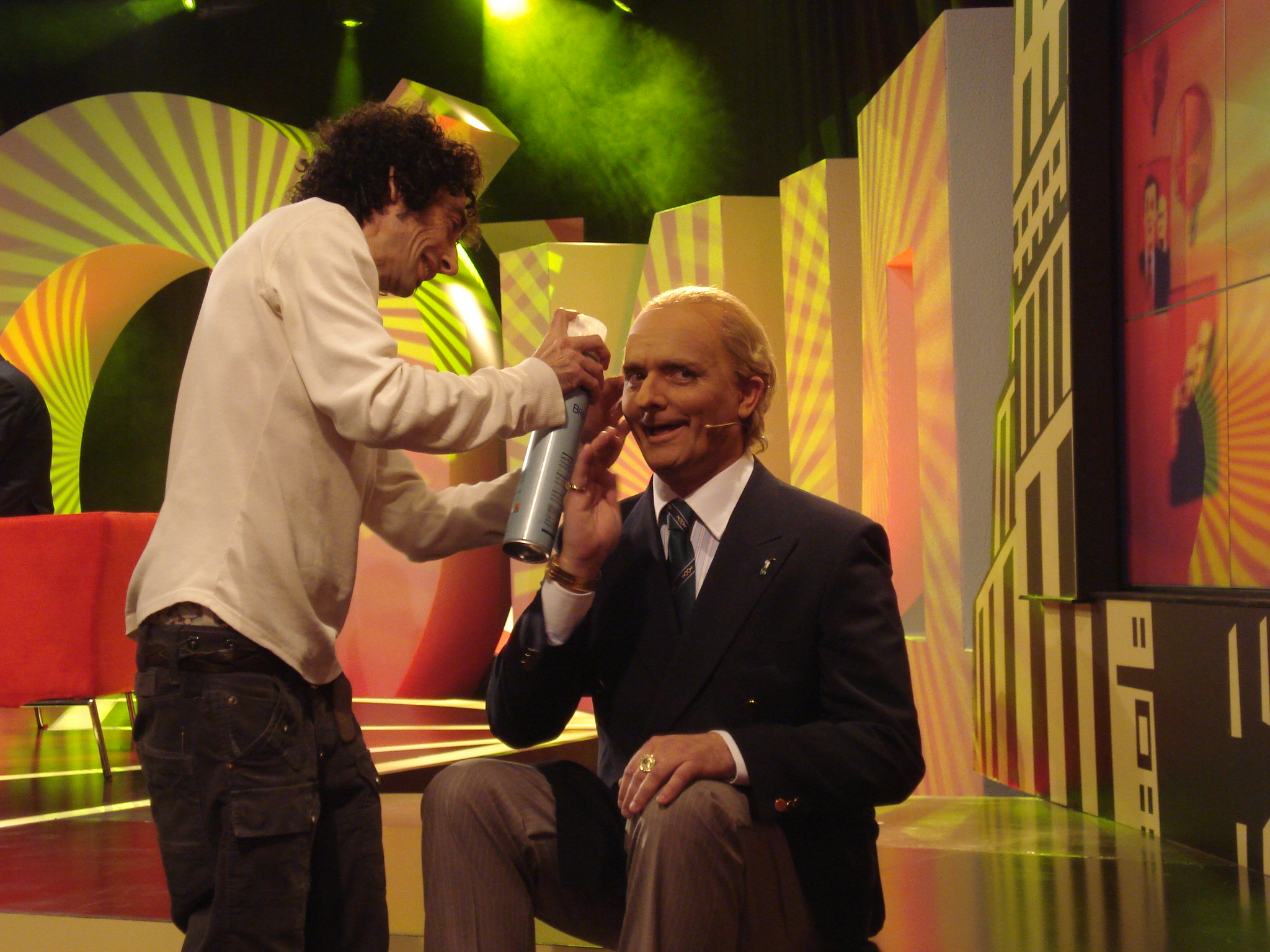
Toni Albà com Toni Albà com Sa Majestat a Polònia

Fill d'Antoni Albà i Palau i Núria Noya Jové. Inicià la carrera d'actor a la seva vila natal participant en Els Pastorets del Cercle Catòlic de Vilanova. Els seus estudis d'interpretació van començar a El Timbal (1979-1980), amb assignatures com ara mim. Posteriorment, assistí a l'Institut del Teatre mentre acabava els estudis de batxillerat. Debutà en solitari el 1981 al Festival de Teatre de Sitges, on presentà Història d'un mot caracteritzat de pallasso. A l'escola de Rogelio Rivel va estudiar acrobàcia el 1982. El mateix any 1982 marxà a París per formar-se com a mim a l'École Internationale de Théatre Jacques Lecoq fins al 1985. En l'endemig fou escollit pel Tricicle per substituir Paco Mir en més de setanta funcions de Manicòmic (1983).
Fundà el grup Dram Bakus amb dos companys de l'escola parisenca: el normand Bruno Delahaye i el canadenc Kevin Magill, amb qui presentà l'espectacle d'humor basat en les tècniques del transformisme i la pantomima Opération Fu! (1986), que estigué de gira durant deu temporades per mig món i assolí sis-centes cinquanta representacions per quasi trenta països. Amb el pas de les temporades hi introduïren escenes noves; en destaca l'èxit de públic al Festival d'Avinyó, el 1987, i el premi del públic del Festival de Belgrad. A Barcelona feu temporada el 1988 al Teatre Regina, i el 1992, a la Sala Villarroel.
El 1987, dirigí Brams o la kumédia dels herrors, un espectacle còmic que parodiava els darrers assaigs de Ricard III, de Shakespeare, protagonitzat per Sergi López, amb qui inicià una estreta col·laboració. L'espectacle es reestrenà al Regina el 1997, aleshores amb l'actuació i la direcció conjunta de Sergi López. L'obra s'ha anat reposant fins al 2009. El 1990 dirigí amb López Biòtic, de la companyia de titelles vilanovina L'Estaquirot. El 1993 dirigí Fins al fons, també interpretada per Sergi López, que guanyà el Premi Especial de la Crítica de Barcelona. El 1994 rebé el Premi Nas d'Or del Festival de Pallassos de Cornellà.

Molt aviat començà a fer-se popular gràcies a la sèrie de TV3 Ton (1995), que el convertí en el «Mr. Bean català». Més endavant, les seves imitacions al programa de Toni Soler Set de nit el confirmaren com un dels actors més coneguts a Catalunya, gràcies a les imitacions del rei Joan Carles I, de José María Aznar o d'Artur Mas. La productora El Terrat li proposà diversos treballs, fins a arribar a consolidar-se com un dels rostres més coneguts de la televisió pública catalana amb les imitacions als programes Polònia i Crackòvia.
A la Fira de Tàrrega del 1994 estrenà L'ombra, un espectacle de fregolisme creat i interpretat per Albà i dirigit per Jordi Puntí. La representació plantejà els problemes psicològics que patia un actor dedicat a suplantar personatges famosos en actes públics, com ara el papa, Josep Maria Flotats, Pedro Almodóvar o Luciano Pavarotti. El 1995 la presentà amb èxit al Regina, després d'anar per teatres de Mallorca i València i abans d'iniciar una gira per teatres espanyols, on en presentà la versió castellana. El 2002, L'ombra tornà a fer temporada a Barcelona, al Club Capitol, on Albà encarnava fins a divuit personatges.
Fruit dels èxits aconseguits creà la companyia Toni Albà, que es dividí en diversos equips: Trotam Teatre, La Pera Llimonera, Arcadi Garriga i Copi Rait, entre d'altres, en els quals produí diversos espectacles i en dirigí alguns.
El 1996 estrenà Hop!era amb la companyia Teiatru, una paròdia del gènere líric que aconseguí èxit internacional i triomfà a París, on restà en cartell nou mesos; fou nominat als Premis Molière i a l'espectacle revelació del Festival d'Avignon i estigué de gira durant deu temporades. L'espectacle, creat i dirigit per Albà i Jordi Puntí, tornà a la cartellera barcelonina el 2006. A la Fira de Tàrrega del 1997 dirigí l'espectacle Muac, de Grappa Teatre.
Malgrat els problemes que li suposà al principi la imitació del rei Joan Carles I, el 2002 estrenà Els bufons del regne, en què, acompanyat per Jordi Ríos i Eduard Soto, entre d'altres, incorporà decididament el rei dins el seu repertori d'imitacions. Un cop assolits l'èxit i la fama, tornà a actuar amb Sergi López en Els Pastorets de la vila nadiua fent el paper de Rovelló (2003).
El 2007 estrenà M.A.M., un text escrit juntament amb Carles Bigorra i dirigit pel mateix Albà. Es tracta d'una comèdia esbojarrada centrada en un artista contemporani, inspirat en la personalitat de Salvador Dalí. El 2010 estrenà Brots, al Teatre Condal, una obra d'humor negre creada i interpretada per Albà, al costat de Fermí Fernández.
La tardor del 2013 fou un dels protagonistes del musical La família irreal, produït per Minoria Absoluta i Dagoll Dagom, inspirat en els personatges del programa televisiu Polònia i dirigit per Joan Lluís Bozzo i Joan Rufas, que aconseguí un gran èxit de públic al Teatre Victòria. La seva interpretació del rei Joan Carles I fou un dels grans reclams de l'espectacle, que es reposà la temporada següent.
El 2014 fou nomenat director artístic del Teatre Principal i hi presentà l'espectacle Bufonant, en què segueix les ordres del públic executant les imitacions o accions que li sol·liciten. El desembre del 2014 estrenà l'espectacle Història sagrada, acompanyat per l'actor Fermí Fernández, una adaptació del text bíblic seguint l'estil dels Monty Python.

## Controvèrsies
Ferm partidari de la independència de Catalunya, ha protagonitzat diversos incidents amplificats pels mitjans de comunicació estatals. El 2012, en un tuit demanà que no s'assistís a un espectacle protagonitzat per Carmen Machi perquè ella havia signat un manifest federalista contrari a l'autodeterminació.
El 28 de novembre de 2017 recollí la citació que el citava a declarar el 30 de gener de 2018 al jutjat de Vilanova i la Geltrú investigat per injúries. Segons el mateix actor, desconeixia per quin motiu l'investigaven, però afegí que al jutjat hi havia un informe de la policia espanyola en què hi havia fotografies d'ell vestit de rei espanyol, concretament de Felip V d'Anjou, el 22 de setembre del 2016 per a fer un pregó alternatiu a les festes de la Mercè.
El febrer de 2019 Albà protagonitzà una polèmica a les xarxes socials, amb una piulada ofensiva de contingut masclista contra la líder de Cs, Inés Arrimadas, després que aquesta fes un acte per a la premsa amb altres dirigents del partit davant la residència de l'expresident de la Generalitat de Catalunya, Carles Puigdemont a Waterloo. Albà va demanar perdó l'endemà. El text del missatge de Twitter va ser el següent: "Bon viatge a Waterloo!!! (Vigila no passis de llarg i vagis a petar a Amsterdam ...allà, estaries com a casa i a més a més tindries tots els teus drets laborals respectats!)". A conseqüència de l'escàndol, l'actor va ser apartat dels programes de la productora Minoria Absoluta, incloent-hi el popular Polònia que emet TV3. El 10 de març de 2020 però l'actor confirmà que tornaria a participar en el programa Polònia interpretant els personatges de Joan Carles I i d'Alfred Bosch.

## Treballs

### Televisió
- Quitxalla, TVE (1981)
- Noche Noche, Antena 3 (1993)
- La nit de la publicitat, TV3 (1993)
- El dia dels innocents, TV3 (1993)
- En Ton, TV3 (1995)
- La nit del Maremagnum, TV3 (1996)
- Canal-One, Canal+ (1998)
- La memòria dels Cargols, TV3 (1999)
- Set de nit, TV3 (2001 – 2002)
- Una altra cosa, TV3 (2002 – 2003)
- Boletaires, TV3 (2004 – 2005)
- Societat Imitada, TV3 (2004 – 2005)
- TR3S D, TV3 (2005)
- Buenafuente, Antena 3 (2005 – 2006)
- Barçòvia, TV3 (2006)
- Polònia, TV3 (2006 – 2019 / 2020)[12]
- Crackòvia, TV3 (2008 – 2017)

### Teatre
- Brams o la kumèdia dels herrors (amb Sergi López). Companyia Toni Albà i Sergi López, Vilanova i la Geltrú: Teatre Principal, 1986
- Biotic (amb Olga Jiménez, Albert Albà). Companyia L'Estaquirot Teatre, Vilanova i la Geltrú: Teatre Principal, 1990
- Còsmic (amb Pere Romagosa, Pere Casanovas). Companyia La Pera Llimonera, Vilanova i la Geltrú: Teatre Principal, 1990 [juvenil]
- King-Kiss (amb Francesc Sánchez, Carles Romeu). Companyia Gloxars Teatre, Vilanova i la Geltrú: Teatre Principal, 1992
- Fins al fons (amb Sergi López, Helena Pla). Companyia Debòlit, Urgències Teatrals, Vilanova i la Geltrú: Teatre Principal, 1993
- Rucs, la maledicció del bruixot (amb Pere Romagosa, Pere Casanovas). Companyia La Pera Llimonera, Sant Feliu de Llobregat: Teatre Centre, 1993 [infantil]
- L'ombra (amb Jordi Purtí). Companyia Toni Albà, Tàrrega: Fira de Teatre al Carrer (Ateneu), 1994
- Hop!era (amb Jordi Purtí). Companyia Teiatru, Manresa: Teatre Conservatori, 1995
- Quo no vadis (amb Pere Romagosa, Pere Casanovas). Companyia La Pera Llimonera, Sant Feliu de Llobregat: Teatre Centre, 1995 [infantil]
- Intríngulis (amb Joan Faneca, Joan Segalés). Companyia Vol Ras, Tàrrega: Fira de Teatre al Carrer (Ateneu), 1997
- Muac! (amb Gilbert Bosch, Teresa Ros). Companyia Grappa Teatre, Barcelona: Cotxeres de Sants, 1997[13]
- L'ombra (amb Jordi Purtí)
- Audiència i-Real
- Modern Art Modern
- Histèria sagrada (amb Fermí Fernandes)
- Brots (amb Fermí Fernandes, Gerard Domènech i Xavier Macaya)
- La família irreal (amb Mireia Portas, Queco Novell, Agnes Busquets, David Olivares). Teatre Victòria, 2012
- Bufonant (improvisació)

### Cinema
- Lisístrata (2002)
- El coronel Macià (2006)
- Mortadelo y Filemón. Misión: Salvar la Tierra (2009)
- Mil cretins (2011)
- Barcelona 1714 (2017)

### Llibres
- Ser o no ser catalans. Aquesta és la qüestió (2013)[14]